# Håvard Nybø
Håvard Nybø, né le 11 avril 1983, est un coureur cycliste norvégien.

## Palmarès
- 2004
  -  Champion de Norvège sur route espoirs
- 2005
  - 2e du championnat de Norvège du critérium
- 2006
  - 3e étape du Fana Sykkelfestival
  - 2e étape du Ringerike Grand Prix
  - 2e étape du Tour de la province de Liège
  - 2e du championnat de Norvège du contre-la-montre par équipes
- 2007
  - 2e du championnat de Norvège du contre-la-montre par équipes
- 2009
  - Rogaland Grand Prix